# Història de la població alemanya a l'Europa central i de l'est
La presència de poblacions de parla alemanya a l'Europa central i de l'Est té les seves arrels en molts segles d'història, atès que l'arribada a l'Europa nord-oriental dels pobles germànics és fins i tot anterior a l'Imperi Romà. La presència d'estats alemanys independents a la regió (particularment Prússia), i més tard de l'Imperi alemany i altres països multi-ètnics com Àustria-Hongria, Polònia, la Rússia Imperial, etc., demostra l'extensió i la duració de les poblacions de parla alemanya a aquests territoris.
En llengua alemanya, les poblacions alemanyes d'aquestes parts d'Europa són generalment anomenades Volksdeutsche (alemanys ètnics). El nombre d'alemanys ètnics a l'Europa central i de l'est va caure dramàticament de resultes de la fugida i expulsió d'alemanys a Europa, durant la primera meitat del segle xx.
Hi ha encara un nombre substancial d'alemanys ètnics en els països que ara són veïns d'Alemanya i Àustria a l'est (Polònia, la República Txeca, Eslovàquia, Hongria, i Eslovènia). A més a més, hi ha o hi ha hagut poblacions significatives a llocs com Estònia, Letònia, Romania, Moldàvia, Ucraïna, Rússia i Kazakhstan.

## Poblaments durant l'alta edat mitjana
A l'alta edat mitjana, Carlemany va sotmetre una sèrie de pobles germànics a l'Europa central assentats en una zona delimitada al sud pels Alps, a l'oest pels Vosges, al nord per la Mar del Nord i el riu Elba i a l'est pel riu Saale. Aquests pobles germànics, poc homogenis, estaven formats per diverses tribus i grups que es formaren i s'assentaren en aquesta zona durant el període de les migracions.
Després que l'Imperi Carolingi fos dividit, aquests pobles es trobaven en la part oriental, conegut com a Frància Oriental o Regnum Teutonicum, i amb el temps passaren a ser coneguts com a alemanys. L'àrea va ser dividida en els ducats arrel de Suàbia (Alamània), Francònia, Saxònia i Baviera (incloent-hi Caríntia). Més tard, el Sacre Imperi Romanogermànic es consolidaria, però no exclusivament, en aquestes regions.

## Poblaments medievals (Ostsiedlung)

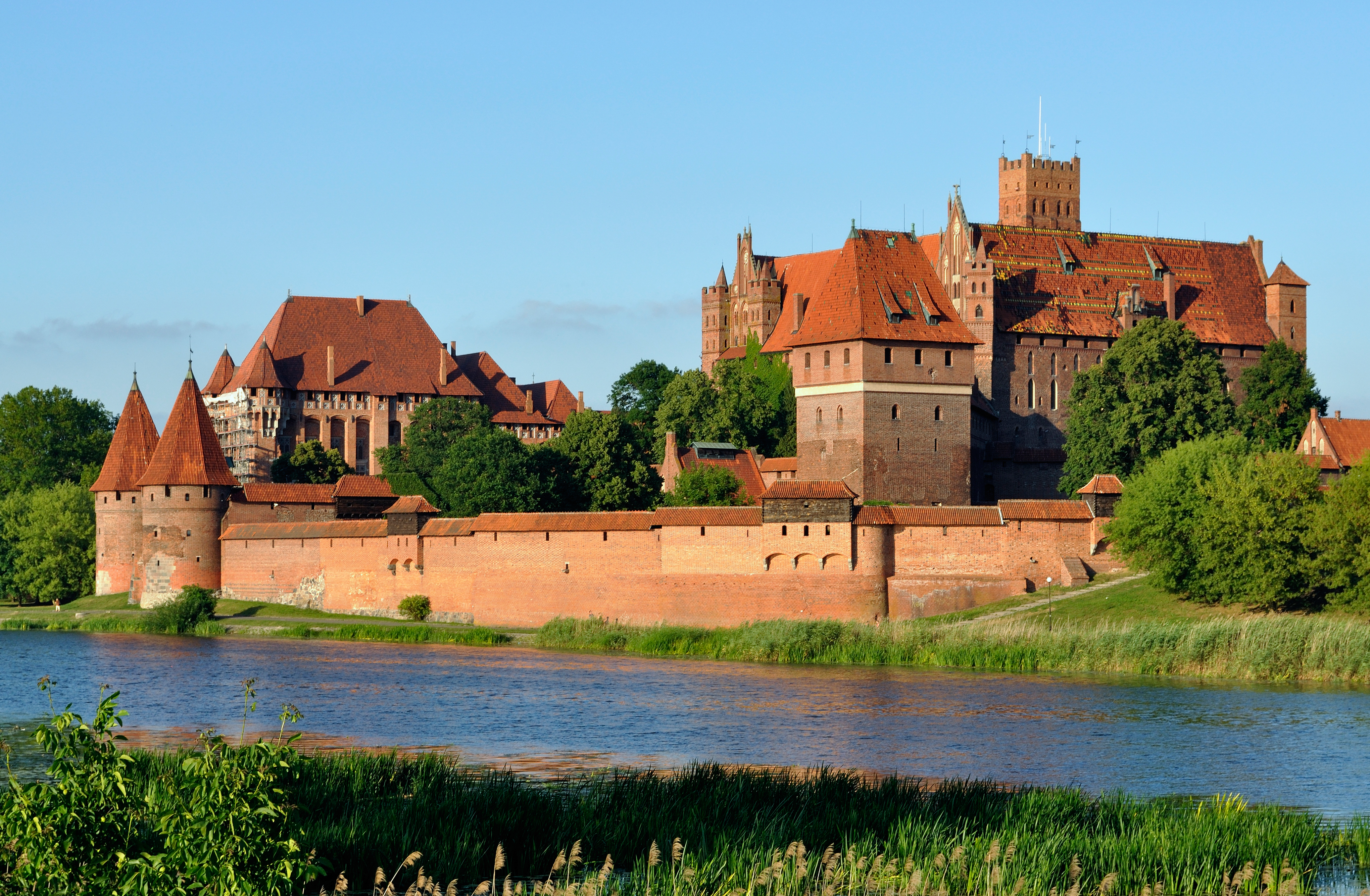
La fortalesa Ordensburg Marienburg a Malbork, el castell de maó més gran del món, seu de l'Orde Teutònic.

El terme alemany Ostsiedlung (literalment Poblament cap a l'est) fa referència a l'expansió de la cultura, llengua, estats i assentaments alemanys a regions del nord-est, Europa central i Europa de l'est, anteriorment habitat des de les Grans migracions per pobles bàltics, romanesos, hongaresos i, des del segle vi, eslaus. El territori afectat s'estenia més o menys de l'Estònia moderna al nord a l'Eslovènia moderna al sud.
El creixement de població durant l'alta edat mitjana va estimular el moviment de pobles de territoris renans, flamencs i saxons de l'Imperi Romà Sagrat cap a l'est, a les regions bàltiques i poloneses, menys poblades. Aquests moviments reberen el suport de la noblesa alemanya, els reis i ducs eslaus i l'església medieval. La majoria d'aquest poblament va ser pacífic, per bé que de vegades va desplaçar els eslaus i els pobles bàltics pagans (vegeu Croades Bàltiques). La Ostsiedlung es va accelerar amb l'arribada de l'Orde Teutònic. Així mateix, a Estíria i Caríntia, es formaren comunitats alemanyes en àrees habitades per eslovens.
A mitjan segle XIV el progrés de poblament es va alentir arran de la Pesta negra; a més a més, la majoria de regions cultivables i prometedores estaven en gran part ocupades. Els dirigents eslaus locals de Pomerània i Silèsia continuaren convidant els pobladors alemanys als seus territoris.
Com a resultat, tot el territori anteriorment Wend romangué poblat per una majoria alemanya i els Wends foren assimilats gairebé del tot. Més a l'est, s'hi establiren minories substancials alemanyes, que bé mantengueren els seus costums, bé foren assimilats per la població amfitriona. La densitat de pobles i ciutats va augmentar dràsticament. El dret alemany va ser introduït a la majoria de ciutats de la zona fos quin fos el percentatge d'habitants alemanys.

### Zones poblades durant l'Ostsiedlung
Les àrees següents reberen poblament alemany durant el Ostsiedlung:
- Dins l'Alemanya actual: Brandemburg, Mecklenburg-Pomerània Occidental, Saxònia, Saxònia-Anhalt i Slesvig-Holstein
- Als antics territoris orientals d'Alemanya: Pomerània, Brandenburg oriental, Prússia oriental i Silèsia
- Sudetenland
- Transsilvània (saxons de Transsilvània)
- Carpats
- Memelland, Estònia i Letònia (alemanys bàltics)
- Polònia (vegeu Història de Polònia)

### Relacions polítiques i comercials que comportaren l'assentament d'alemanys

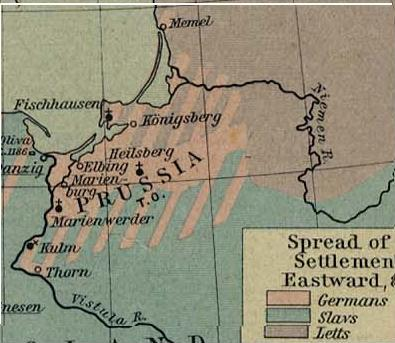
Composició ètnica de la Prússia oriental el. El terme letts és una denominació històrica dels letons.

#### Lliga hanseàtica
Entre els segles XIII i xvii, el comerç a la mar bàltica i l'Europa central estava dominat pel comerç alemany a través de la Lliga Hanseàtica. La lliga era una aliança militar de parla baix-alemanya que van establir i mantenir un monopoli comercial al Bàltic i fins a cert punt a la Mar del Nord. Les ciutats de la Hansa i els llocs de comerç normalment albergaven poblacions alemanyes relativament grans, amb famílies de mercaders de les més riques i fraccions políticament dominants.

#### Cavallers teutònics
De la segona meitat del segle xiii al segle xv, els cavallers teutònics governaren Prússia amb el seu estat monàstic. En conseqüència, el poblament alemany es va accelerar al llarg de la costa sud-est del bàltic. Aquestes àrees, centrades al voltant de Danzig i Königsberg, foren la zona de població alemanya més gran fora del Sacre Imperi Romanogermànic i només passaria a formar part de l'Imperi alemany com Prússia oriental i occidental el 1871.

## Poblaments dels seglesxviial XIX

### Repercussions de la Guerra dels Trenta Anys
Quan la Guerra dels Trenta Anys va devastar l'Europa central, moltes zones es despoblaren completament i d'altres patiren greus pèrdues de població. Aquestes zones foren en part repoblades per alemanys provinents de zones menys afectades. Així i tot, hi hagué pobles que no foren repoblats, motiu pel qual la densitat de poblacions a la zona era major a l'edat mitjana que avui.

### Polònia
Els segles XVI i xvii, pobladors dels Països Baixos i Frísia, sovint de fe mennonita, fundaren pobles a Prússia, al llarg del Vístula i els seus afluents, i a Kujawy, Masòvia i la Gran Polònia. La llei amb la qual aquests pobles s'organitzaren es va anomenar llei Olęder, mentre que els pobles s'anomenaren Olędry. Els habitants de tals pobles els anomenaven Olędrzy, sense tenir en compte la seva ètnia. De fet, la gran majoria de pobles Olęder de Polònia foren poblats per alemanys ètnics, normalment Luterans, que parlaven un dialecte de baix alemany anomenat plautdietsch.

### Sueus del danubi a Hongria i als Balcans
Amb la decadència de l'Imperi Otomà es poblaren zones devastades d'Hongria, que llavors era molt més gran que avui en dia, amb pobladors alemanys, cap a finals del segle xvii. El sueus del Danubi s'assentaren a la Suàbia turca i zones adjacents, i vengueren molts més pobladors fins al segle xviii per assegurar la frontera d'Hongria amb el Otomans.
També hi hagué una afluència de sueus del Danubi cap a l'Adriàtic en el que més tard seria Jugoslàvia.
També arribaren pobladors de Salzkammergut a Transsilvània per repoblar les zones devastades per les guerres amb el turcs. Aquests es conegueren com a landler de Transsilvània.

### Galítsia
Després de la Primera partició de Polònia l'Imperi austríac va prendre el control del sud de Polònia, més tard conegut com a Regne de Galítsia i Lodomèria. El procés de colonització de la terra de la nova corona va començar després, especialment sota el regnat de Josep II.

### Imperi rus
Des del 1762, Rússia fer venir pobladors alemanys. Uns s'establiren a les regions nord-oest del Kazakhstan, al Volga i, per tant, foren anomenats alemanys del Volga. Altres s'establiren cap a la costa de la Mar Negra i a la zona del Caucas. Aquests poblaments s'estengueren al llarg dels segles XVIII i xix.
Cap a finals del segle xix, molts alemanys del Vístula o Olędrzy emigraren a Volínia, tal com feren els descendents dels primers pobladors mennonites, els avantpassats dels quals havien viscut a la Prússia Occidental des de l'Ostsiedlung. A Rússia foren coneguts com a russos mennonites.
Segons els censos de 1926 i 1939, hi havia 1.238.000 i 1.424.000 d'alemanys que vivien a la Unió soviètica respectivament.

### Turquia
Des de la dècada de 1840, hi hagué alemanys que emigraren a Turquia, qui llavors era aliada de l'Imperi alemany. Els que s'establiren a Istanbul foren coneguts com a alemanys del Bòsfor.

## 1871-1914

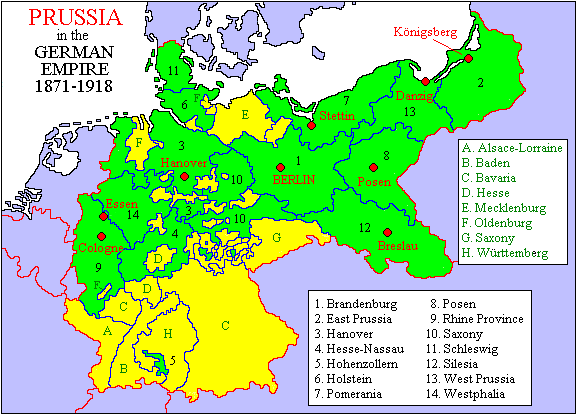
Prussia (verd) dins de l'Imperi alemany, 1871-1918.

Mapa d'Àustria-Hongria que mostra les zones habitades per alemanys en vermell segons el cens del 1910.

Cap el segle xix, totes les ciutats d'Europa de grandària modesta tenien un barri alemany i un barri jueu. A més, certes parts de l'Europa central i de l'est, especialment les més properes a la frontera amb Alemanya, tenien zones en les quals els alemanys formaven una majoria.

### Imperi alemany i nacionalisme europeu
La segona meitat del segle xix i la primera meitat del segle XX va com augmentava el nacionalisme a Europa. Anteriorment, un país estava format en gran part de qualssevol pobles que visquessin a la terra que estava sota el domini d'un governant particular. Així, com que els principats i els regnes creixien a gràcies a la conquesta i el matrimoni, un governant tenir pobles de moltes ètnies diferents sota el seu domini.
El concepte de nacionalisme es va basar en la idea d'unes persones que compartien un vincle comú amb la raça, la religió, la llengua i la cultura. A més, el nacionalisme afirmava que cada poble tenia uns drets a la seva nació. Així, bona part de la història europea de la darrera meitat del segle xix i la primera meitat del segle XX es pot entendre com un seguit d'esforços per redibuixar les fronteres nacionals amb el concepte de "un poble, una nació".
El 1871 va néixer l'Imperi alemany com un estat nació alemany; aquest fet està íntimament relacionat amb la figura del canceller Otto von Bismarck. Mentre que l'imperi incloïa regions de Prússia poblades per alemanys que anteriorment havien quedat fora, també incloïa zones amb minories daneses, caixúbies i altres. A segons quines zones, com la província de Posen o la part sud de l'Alta Silèsia, la majoria de la població era polonesa.
L'Àustria alemanya va quedar a fora de l'imperi, i així també moltes de regions de majoria alemanya d'Europa central i Europa de l'est. La majoria de zones de majoria alemanya del centre-sud i sud-est d'Europa, en canvi, va quedar inclosa en el multi-ètnic Imperi Habsburg.

### Ostflucht
Des de finals del segle xix, hi va haver una migració dins de la mateixa Prússia, des de les zones més rurals de l'est cap a les més pròsperes i urbanes províncies de l'oest de Prússia, especialment la zona del Rin-Ruhr i Colònia, un fenomen anomenat Ostflucht. En conseqüència, aquestes migracions augmentaren el percentatge de població polonesa a Posen i Prússia occidental.
Amb finalitats nacionalistes, l'estat prussià va establir una comissió de poblament com a resposta que pretenia poblar amb alemanys aquestes zones. En total, 21.886 famílies (154.704 persones) de les 40.000 planejades s'hi varen assentar en el moment de la desaparició de la comissió. La història de les expulsions de població polonesa s'explica a l'article expulsió de polonesos per part d'Alemanya.

## 1914-1939

### Primera Guerra Mundial
Durant la Primera Guerra Mundial, hi hi havia grups aïllats d'alemanys tan lluny com el Bòsfor (Turquia), Geòrgia, i Azerbaidjan. Després de la guerra, la pèrdua de torritori d'Alemanya i Austria-Hongria va significar que més alemanys que mai formaven part de minories en altres països; el tractament que reberen variava de país a país, a segons quins llocs estaven subjectes a la persecució per part d'anteriors enemics d'Alemanya. Les percepcions d'aquesta persecució es filtraren a Alemanya, on se'n redactaren informes amplificats pel partit nazi per augmentar la seva popularitat com a salvadors del poble alemany.

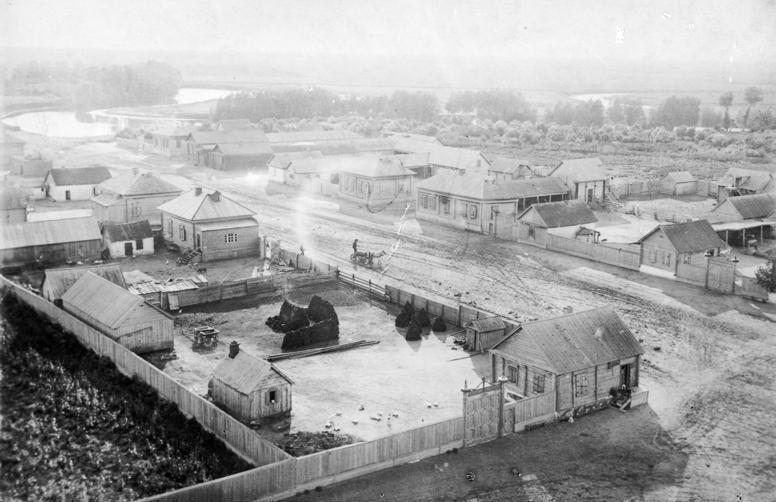
Streckerau an der Wolga: un poble alemany a Rússia, 1920.

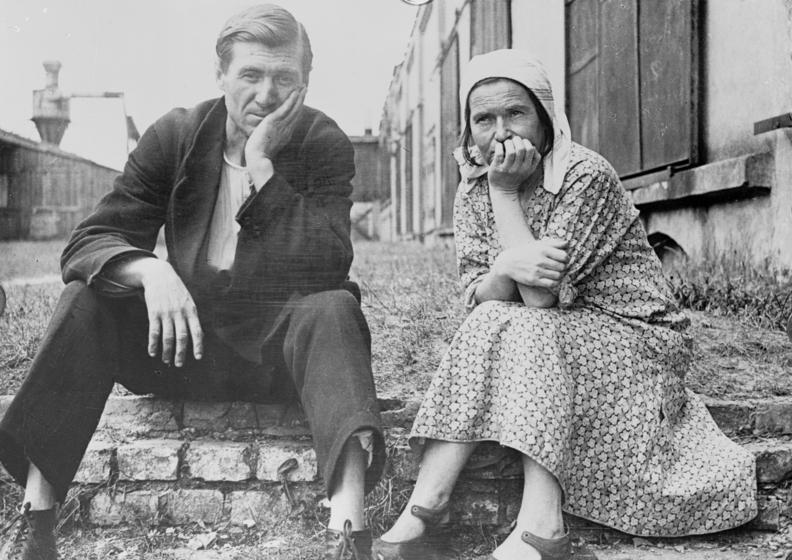
Refugiats russo-alemanys a Schneidemühl, 1920.

L'avanç de les forces de l'aliança entre l'Imperi alemany i l'Imperi Habsburg en el territori de l'Imperi rus va provocar fugides, evacuacions i deportacions de la població que vivia a prop la zona de combat. Els russo-alemanys esdevengueren subjectes a mesures severes per mor de la seva etnicitat, incloent deportacions forçoses a l'est de Rússia, prohibició de llengua alemanya en la vida pública (incloent llibres i diaris) i privació de mitjans de producció (feina i propietat de terra) basada en "lleis de liquidació" emeses el 1915; els alemanys (així com la resta de la població) també foren víctimes de la tàctica de la terra cremada.
Devers 300,000 russo-alemanys foren deportats a Siberia i l'estepa, dels quals 70.000-200.000 eren alemanys de Volínia, 20.000 alemanys de Podíl·lia, 10.000 alemanys de la zona de Kíev, i 11.000 alemanys de Txerníhiv.
De les regions russes controlades per les forces alemanyes, austríaques i hongareses s'organitzaren repoblaments d'alemanys a gran escala gran a mans de Fürsorgeverein ("Unió de benestar"), que reubicaren 60.000 russo-alemanys, i Deutsche Arbeiterzentrale ("Agència de treballadors alemanys"), que reubicà 25.000-40.000 russo-alemanys. Dos terços foren enviats a Prússia oriental i bona part de la resta a les províncies nord-orientals de Prússia i Mecklenburg, aquelles zones que havien quedat despoblades i que l'Imperi alemany havia volgut repoblar amb alemanys.

### Danzig I el corredor polonès

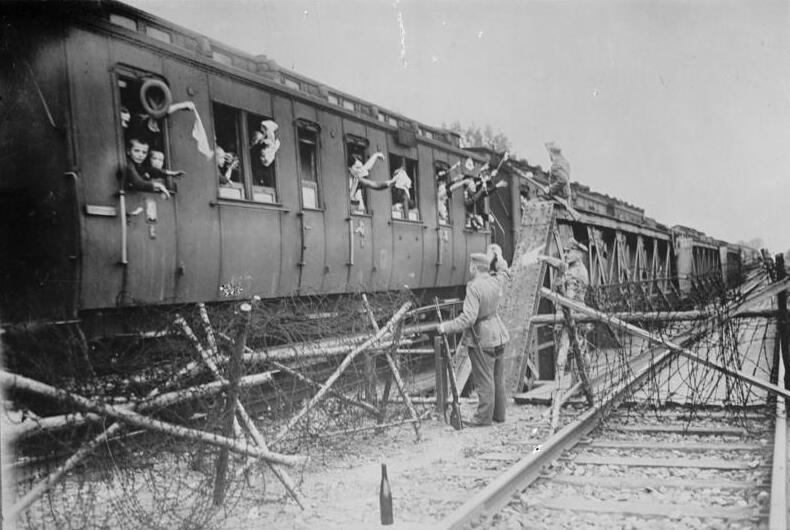
Refugiats alemanys de l'antiga Província de Posen creuen la línia de demarcació a Zbąszyń, 1920.

Quan Polònia recuperà la independència després de la Primera Guerra Mundial, els poloness esperaven recuperar també la ciutat de Danzig per tenir l'accés lliure a la mar que els havien promès els Aliats amb els catorze Punts de Wilson". Com que la població de la ciutat era predominantment alemanya, la ciutat no va ser cedida a l'estat polonès. Va esdevenir la Ciutat lliure de Danzig, un estat independent sota els auspicis de la Lliga de Nacions governada pels seus residents alemanys però amb els seus afers externs en gran part sota control polonès. La Ciutat lliure tenia la seva constitució pròpia, himne nacional, parlament (Volkstag), i govern (Senat). Va emetre els seus propis segells i la seva pròpia moneda amb la llegenda de "Freie Stadt Danzig" i símbols marítims i de la història de la ciutat .
Molts alemanys foren forçats a abandonar el corredor polonès al llarg dels anys 1920 i 1930 mentre els polonesos s'assentaven a la regió construint la ciutat portuària Gdynia (Gdingen).
La gran majoria de la població de Danzig va demanar el retorn a Alemanya. Cap el 1930, el Partit nazi va focalitzar aquests sentiments pro-alemanys, i el 1933 va aconseguir un 38% de vot a Danzig. Després, els nazis aconseguiren dominar el govern de ciutat, que, nominalment, encara estava supervisat pel comissionari de la Lliga de Nacions.
Les peticion dels nazis eren el retorn de Danzig a Alemanya i una carretera d'un quilòmetre de Pomerània a Danzig per un millor accés. Al principi, els polonesos refusaren aquesta proposta, però més tard, com els britànics, sembla que estaven disposats a negociar. Però llavors, Hitler ja tenia el suport soviètic i havia decidit atacar Polònia.

### Reclamacions nazis aLebensraumi reubicaments d'alemanys abans de la guerra
El segle xix, l'augment del nacionalisme romàntic a Alemanya havia conduït als conceptes de pangermanisme i Drang nach Osten, que influenciaren el concepte de Lebensraum.
Els nacionalistes alemanys se serviren de l'antiguitat de les minories alemanyes a altres països per justificar reclamacions territorials. Bona part de la propaganda del règim nazi contra Txecoslovàquia i Polònia afirmava que els alemanys (Volksdeutsche) d'aquells territoris eren perseguits. De fet, hi va haver molts casos de persecució d'alemanys en el període d'entreguerres, incloent la invasió francesa d'Alemanya els anys '20.
L'estat alemany era dèbil fins al 1933 i no es podia protegir ateses les condicions del Tractat de Versalles. Les condicions dels alemanys i la manca de la contigüitat de terres de majoria alemanya tengueren com a resultat nombrosos pactes de repatriació pels quals les autoritats alemanyes organitzaven intercanvis de població (especialment els intercanvis de població nazi-soviètics que acordaren Adolf Hitler i Iósif Stalin) per tal que ambdós països augmentassin la seva homogeneïtat.
Així i tot, aquests intercanvis de població no foren més que una gota a l'estany, i el discurs del "Heim ins Reich" sobre l'estatus dels enclavaments com Danzig i Königsberg era un factor de gran agitació en la política del període d'entreguerres. Aquest darrer punt és considerat sovint com una de les principals causes de l'agressivitat Nazi que conduïren a la guerra. Adolf Hitler va utilitzar aquests arguments com a pretext per entrar en guerra amb Txecoslovàquia i Polònia.

## Conceptes de repoblament nazi durant Segona Guerra Mundial (1939–45)

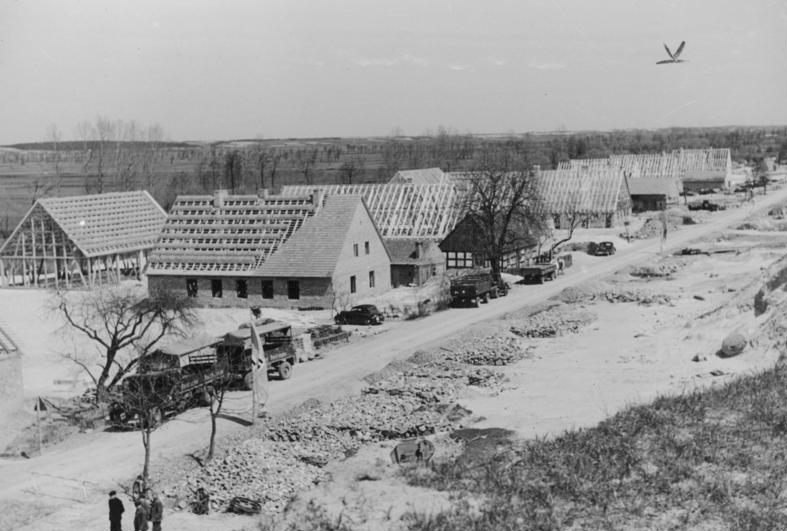
Cases noves per alemanys reubicats a Reichsgau Wartheland, 1940.

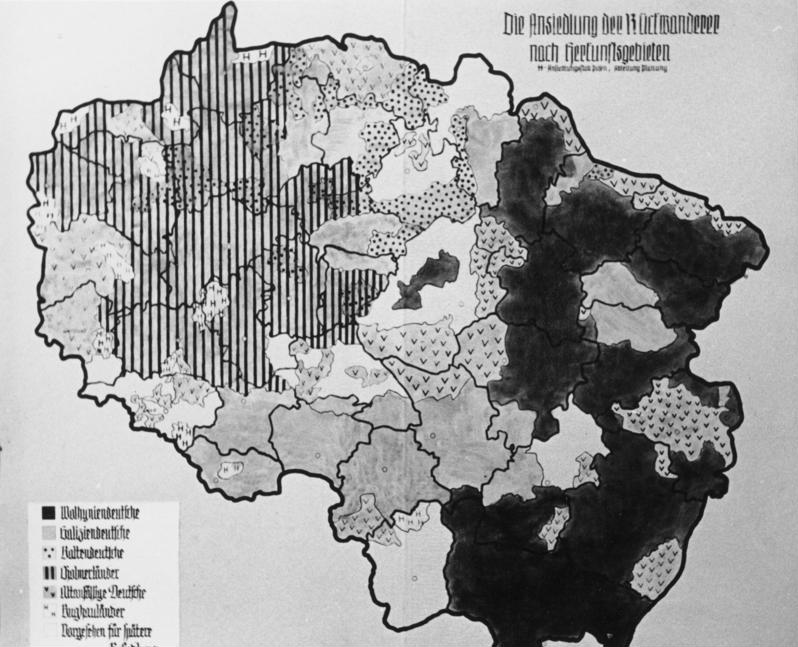
Reubicacions planejades a Reichsgau Wartheland.

### Reubicació d'alemanys dels països bàltics i de Bessaràbia
Les primeres poblacions d'alemanys afectades per intercanvis de població foren els alemanys bàltics, els alemanys de Besaràbia i altres que foren forçats a repoblar l'oest de la Línia Curzon. El pacte de Mólotov–Ribbentrop va definir "esferes d'interès" tot assignant als estats entre l'Alemanya nazi i la Unió soviètica a un d'aquests dos.
Llevat de Memelland, els països bàltics foren assignats a la Unió soviètica, i Alemanya va començar a fer venir la població alemanya després d'assolir acords amb Estònia i Letònia l'octubre 1939. Els alemanys bàltics havien de ser reubicats a la Polònia ocupada i compensats per les seves pèrdues amb propietats confiscades de les seves futures llars. Encara que el reubicament era voluntari, la majoria d'alemanys s'hi avengueren perquè temien la repressió una vegada que el soviètics arribassin.
Al final això és el que els va passar a aquells que s'hi quedaren. Els alemanys bàltics foren traslladats a les ciutats portuàries del nord d'Alemanya en vaixell. Els polonesos foren expulsats de Prússia occidental per deixar espai disponible pel repoblament, però a causa de desavinences amb el Gauleiter Albert Forster, el repoblament es va cancel·lar i els repatriats foren enviats a Posen.

### Reubicament d'alemanys d'Itàlia
El 6 d'octubre de 1939, Hitler va anunciar un programa de reubicació per la població de parla alemanya de la província italiana del Tirol del sud. En un principi es va pensar de reubicar la població a la Polònia ocupada o a Crimea, però al final foren desplaçats a zones d'Àustria i Baviera. També foren afectats els germanòfons d'altres àrees del nord d'Itàlia, com ara les valls de Kanaltal i Gherdëina. La reubicació va cessar amb l'esfondrament del règim de Mussolini i l'ocupació subsegüent d'Itàlia per part de l'Alemanya Nazi.

### Alemanys "Volksdeutsche" a l'Europa ocupada
Les accions d'Alemanya finalment tengueren conseqüències extremament negatives per la majoria d'alemanys d'Europa central i de l'est (anomenats Volksdeutsche per distingir-los dels alemanys de dins el Tercer Reich, els Reichsdeutsche), que sovint lluitaven en el bàndol nazi: molts eren voluntaris o feien feina en organitzacions paramilitars com Selbstschutz, que va donar suport a la invasió alemanya de Polònia i va assassinar desenes de milers de Polonesos.

## Èxode alemany després de la derrota nazi
Les guerres de segle XX acabaren amb la major part de les poblacions alemanyes a l'Europa central i l'Europa de l'est, i les comunitats esparses restants estigueren subjectes a l'emigració a Alemanya per raons econòmiques.

### Evacuació i fugida d'alemanys durant el final de Segona Guerra Mundial
Cap a finals de 1944, després de l'èxit soviètic en la Operació Bagration l'agost de 1944, el front oriental es va estabilitzar. Romania i Bulgària foren forçades a rendir-se i declarar la guerra a Alemanya. Els alemanys havien perdut Budapest i bona part de la resta d'Hongria. Les planes de Polònia estaven obertes a l'exèrcit vermell soviètic. El 12 de gener de 1945 l'exèrcit vermell va començar l'ofensiva del Vístula–Oder, seguida un dia més tard per l'inici de l'ofensiva de Prússia Oriental.
Les poblacions alemanyes a l'Europa central i de l'Est fogiren davant l'avançant de l'Exèrcit Vermell, amb el resultat d'un gran canvi de població. Després que les darreres ofensives soviètiques començassin, el gener de 1945, centenars de milers de refugiats alemanys, molts dels quals havien fugit a Danzig a peu de Prússia Oriental (vegeu evacuació de Prússia Oriental), intentaren fugir pel port de la ciutat en una evacuació a gran escala amb centenars de vaixells alemanys de mercaderies i de passatgers. Alguns dels vaixells foren enfonsats pel soviètics, entre els quals el Wilhelm Gustloff, després d'un intent d'evacuació des de la veïna Gdynia. En el procés, desenes de milers de refugiats foren morts.
Ciutats com Danzig també patiren bombardejos per part dels aliats i dels soviètics. Els qui sobrevisqueren i no pogueren fugir es toparen amb l'Exèrcit Vermell. El 30 de març de 1945, el soviètics capturaren la ciutat i la deixaren en ruïnes. Arxivat 2006-03-03 a Wayback Machine.

### La conferència de Yalta
Així com s'anava fent clar que els aliats derrotarien els nazis, apareixia la qüestió respecte com redibuixar les fronteres dels països l'Europa central i de l'est després de la guerra. En el context d'aquelles decisions va sorgir el problema de què per fer amb les minories ètniques en les noves fronteres.
La decisió final per moure la frontera de Polònia cap a l'oest la prengueren els EUA, Gran Bretanya i la Unió Soviètica a la Conferència de Yalta poc abans del final de la guerra; la ubicació precisa de la frontera, en canvi, va quedar oberta. Els aliats occidentals també acceptaren en general que el Riu Odra fos la futura frontera occidental de la nova Polònia i d'utilitzar com a mètode els trasllats de població per tal d'impedir disputes per la frontera. La qüestió oberta era si la frontera havia de seguir el Neisse occidental o el Neisse oriental i si Stettin, el tradicional port de Berlín, havia de romandre alemany o passar a ser part de Polònia. Els Aliats occidentals van intentar situar la frontera al Neisse occidental, però Stalin va insistir que la frontera havia de ser a l'oriental.

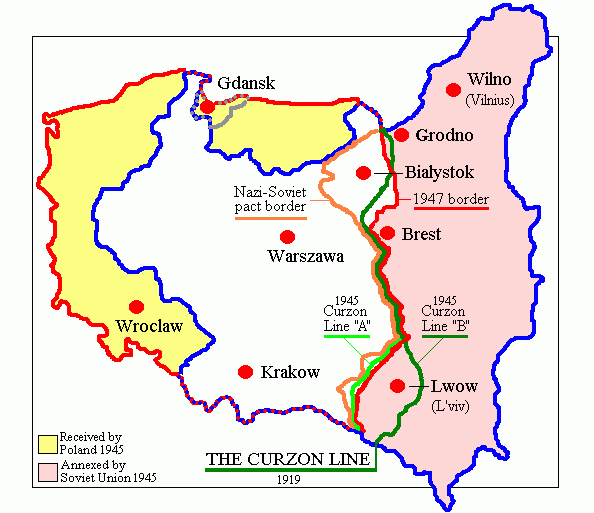
Antigues i noves fronteres de Polònia, 1945.

### La conferència de Potsdam
A la Conferència de Potsdam, els Estats Units, el Regne Unit i la Unió soviètica decidiren que els territoris alemanys a l'est de la línia Oder-Neisse estarien formalment sota control administratiu polonès.
Els acords finals, en efecte, compensaren a Polònia els 187.000 km² localitzats a l'est de la Línia Curzon i que Polònia perdia amb 112.000 km² d'antics territoris alemanys. En canvi, el terç nord-est de Prússia Oriental va ser directament annexionat per la Unió Soviètica i encara és part de Rússia avui en dia.
També es va decidir que tots els alemanys que quedaven fora del nou estat alemany havien de ser expulsats per prevenir qualssevol possibles reclamacions de drets per minoria. Entre els punts de la conferència de Potsdam hi havia una secció dedicada a la transferència ordenada de poblacions alemanyes. El text, literalment, deia:
Els tres governs, havent considerat la qüestió en tots els seus aspectes, reconeixen que la transferència a Alemanya de les poblacions alemanyes que manquen a Polònia, Txecoslovàquia i Hongria, haurà de ser emprès. Acorden que totes les transferències que tenguin lloc han de ser efectuades de manera ordenada i humana.

### Expulsió d'alemanys després de la Segona Guerra Mundial
L'expulsió d'alemanys després de la Segona Guerra Mundial fa referència a la migració forçada i neteja ètnica d'alemanys (Reichsdeutsche i Volksdeutsche) dels antics territoris orientals d'Alemanya, Sudetenland i altres zones a Europa en els primers cinc anys després de la Segona Guerra Mundial.
Va ser la més important d'un nombre important d'expulsions en diversos països d'Europa central i Europa de l'est. Els Grans Tres havien acordat una política d'expulsions, i la Unió soviètica va augmentar la política amb el consentiment americà i britànic. La política havia estat acordada pels aliats com una part de la reconfiguració de l'Europa de postguerra.
Així com l'Exèrcit Vermell avançava cap a Alemanya al final de Segona Guerra Mundial, un èxode considerable de refugiats alemanys va començar a fugir de les zones pròximes a les línies de front. Molts alemanys abandonaren els seus llocs de residència per les imprecises i arbitràries ordres d'evacuació del govern alemany nazi el 1943, 1944 i 1945, o per decisions pròpies entre 1945 a 1948. Altres romangueren i més tard foren forçats a abandonar les seves llars per les autoritats locals. Els censos del 1950 xifren el nombre d'alemanys ètnics que encara vivien a l'Europa central i de l'est a aproximadament 2.6 milions, aproximadament 12% del total d'abans de la guerra.
La majoria de fugides i expulsions es produïren a Txecoslovàquia, Polònia i la Unió soviètica. Altres, a territoris del nord de Iugoslàvia (predominantment de Voivodina) i altres regions d'Europa central.
El nombre total d'alemanys expulsats després de la guerra mai se sabrà amb exactitud, però va ser calculat per diversos científics. La majoria de les investigacions estimaren que foren uns 13.5-16.5 milions de persones si s'hi inclouen els que van ser evacuats per autoritats alemanyes, els que fugiren i els que foren morts durant la guerra. Tot i així, recentment el nombre se situa al voltant de 12 milions, incloent tot els qui fugiren durant la guerra o emigraren més tard, forçadament o no.
Les anàlisis recents han conduït els historiadors a concloure que el nombre real de morts atribuïble a les fugides i expulsions se situaria al voltant dels 500.000 a 1.1 milions. Les aproximacions més altes, fins a 3.2 milions, solen incloure totes les morts d'alemanys ètnics entre 1939–45 relacionades amb la guerra, incloent els qui havien servit a les forces armades alemanyes.
Quan Romania va signar el tractat de pau amb els soviètics el 1944, l'exèrcit alemany va començar a retirar els saxons de Transsilvània de Romania; aquesta operació va ser més exhaustiva amb els saxons del Nösnerland. Al voltant 100.000 alemanys havien fuit abans que arribàs l'Exèrcit vermell soviètic, però Romania no va gestionar l'expulsió d'alemanys com ho feren els països veïns al final de la guerra. Així i tot, més de 80.000 saxons foren arrestats per l'Exèrcit soviètic i enviats a camps de treball a Sibèria.
La majoria dels alemanys de Iugoslàvia foren enviats a camps i finalment expulsats del país. La majoria va anar a Àustria i a l'oest d'Alemanya. Així i tot, hi va haver un nombre de persones que va romandre perquè es casaren amb gent de la zona. Aquestes persones i els seus descendents ja no foren oficialment considerats part de la població alemanya.

## Història recent

### Alemanys expulsats a l'Alemanya de postguerra
Després que Segona Guerra Mundial molts expulsats (en alemany Heimatvertriebene) de l'est les terres a l'est de l'Oder-Neisse trobaren refugi tant a la l'Alemanya de l'est com a la de l'oest. Els refugiats que havien fuit per voluntat pròpia però més tard rebutjaren el retorn sovint no es distingeixen dels qui foren forçosament deportats, simplement com a persones nascudes de pares alemanys que es traslladaren a zones sota ocupació alemanya, tant com a particulars com com a colonitzadors Nazis.
En un document firmat fa 50 anys, les organitzacions de Heimatvertriebene també han reconegut la mala situació dels grups de persones que vivien a l'actual Polònia i que foren forçosament repatriats a l'actual Alemanya. Els Heimatvertriebene són només un dels grups de milions persones, de molts països diferents, que trobaren refugi a l'Alemanya d'avui.
Part dels expulsats són actius en política i pertanyen a l'extrema dreta. Molts altres no pertanyen a cap organització però continuen mantenint el que ells anomenen un dret lícit a la seva pàtria. La immensa majoria prometeren fer feina pacíficament per l'objectiu de reconstruir l'Alemanya de post-guerra.
El expulsats encara són molt actius en política alemanya, i són una de les faccions polítiques més importants de la nació, encara uns dos milions de membres. El president de la seva organització, el 2004, encara era membre del parlament nacional.
Encara que els expulsats i els seus descendents foren actius en la política de la RFA, el clima polític que prevalia a la RDA era de redempció per les fetes dels nazis. Així i tot, els governs de CDU han mostrat un suport considerable pel expulsats i les víctimes civils.

### Relacions entre Alemanya i Polònia
Les relacions entre Polònia i la República Federal d'Alemanya generalment han estat cordials des del 1991.

#### Estatus de la minoria alemanya de Polònia
La minoria alemanya que restà a Polònia (152.897 persones segons el cens del 2002) té drets de minoria pel tractat entre Alemanya i Polònia. Els partits alemanys no estan subjectes al llindar del 5% en les eleccions al Sejm, de manera que els alemanys poden arribar a obtenir dos representants. Hi ha germanòfons arreu de Polònia, però només al voivodat de Opole/Oppeln hi ha una concentració significativa.

#### Finalització de la frontera germano-polonesa
Durant dècades, el govern alemany controlat pel CDU va considerar que la Línia Oder–Neisse era totalment inacceptable. Fins i tot els socialdemòcrates del SPD rebutjaren, en un principi, la línia Oder–Neisse. L'acord del 1991 respecte la frontera germano-polonesa va deixar la línia Oder–Neisse com a definitiva. L'acord va donar a les minories d'ambdós països diversos drets com ara el d'utilitzar cognoms nacionals, parlar les seves llengües maternes i assistir a les escoles i esglésies de la seva elecció. Els drets havien estat negats anteriorment al·legant que l'individu ja havia escollit viure en el país dins que volien.

#### Restricció de venda de propietats a estrangers
El novembre de 2005, Der Spiegel va publicar una enquesta de l'Institut Allensbach segons la qual el 61% dels polonesos pensava que els alemanys intentarien recuperar territoris que anteriorment havien estat sota control alemany o que n'exigirien una indemnització.
També preocupa encara els polonesos que els descendents rics dels alemanys expulsats intentin comprar la terra que l'estat polonès va confiscar el 1945. Es creu que això pot derivar en grans augments de preu, atès que el preu de terra a Polònia actualment és relativament baix. Això va dur el govern polonès a imposar restriccions per vendre propietats a estrangers, incloent alemanys: es necessita un permís especial. Aquesta política és comparable a les restriccions de les Illes Åland al Bàltic. Aquestes mesures se suprimiran dotze anys després de l'entrada de Polònia a la Unió Europea, devers l'u de maig de 2016.
Els intents d'organitzacions alemanyes per construir un Centre contra les expulsions dedicades al sofriment dels alemanys durant Segona Guerra Mundial ha duit activistes i polítics polonesos a proposar un centre per la memòria del patiment de la nació polonesa que documentaria l'opressió sistemàtica duita a terme per l'estat alemany contra els polonesos durant Segona Guerra Mundial i que serviria per educar els alemanys sobre les atrocitats que el seu estat va cometre contra els seus veïns. Així i tot, aquesta proposta va ser atacada i refusada per polítics alemanys.

### Minoria alemanya a la República Txeca
Queden encara aproximadament 40.000 alemanys a la República Txeca, si bé el seu nombre ha decrescut fortament des de la Segona Guerra Mundial. Segons el cens del 2001 resten encara 13 municipis a la República Txeca amb més d'un 10% alemanys.
La situació a Eslovàquia era diferent de la de Txèquia, pel fet que el nombre d'alemanys allà era considerablement més baix i que els alemanys d'Eslovàquia foren gairebé evacuats del tot als estats de nació alemanya quan l'exèrcit soviètic avançava per Eslovàquia cap a l'oest, i una part dels que tornaren a Eslovàquia després del final de la guerra va ser deportat juntament amb els alemanys de terres txeques.
La República Txeca va introduir una llei el 2002 que garanteix l'ús de llengües minoritàries (entre les quals l'alemany) com a llengües oficials a aquells municipis en què els grups lingüístics autòctons suposen com a mínim el 10% de la població. A banda de l'ús entre funcionaris i en tribunals, la llei també permet senyalitzacions bilingües i garanties d'educació en la llengua materna.

#### Relacions entre Alemanya i Txèquia
El 28 de desembre de 1989, Václav Havel, qui en aquell moment era candidat a la presidència de Txecoslovàquia (va ser elegit un dia més tard), va suggerir que Txecoslovàquia s'hauria de disculpar per l'expulsió dels alemanys després de Segona Guerra Mundial. Bona part de la resta de polítics del país no hi va estar d'acord, i tampoc no hi va haver cap resposta per part dels dirigents de les organitzacions alemanyes dels Sudets. Més tard, el president alemany Richard von Weizsäcker va contestar amb una disculpa a Txecoslovàquia en la seva visita a Praga el març 1990, després que Václav Havel repetís la seva disculpa apuntant que l'expulsió va formar part de "les equivocacions i pecats dels nostres pares". Així i tot, els decrets de Beneš continuen en vigor a Txecoslovàquia.
En les relacions entre Txèquia i Alemanya el tema ha estat definitivament tancat per la Declaració txeco-alemanya de 1997. Un principi de la declaració era que els partits no carregarien les seves relacions amb retrets i assumptes polítics i legals del passat.
Així i tot, qualque col·lectiu d'alemanys dels Sudets demanen que se'ls retorni la seva propietat originària que va ser confiscada després de la guerra. Molts d'aquests casos han estat debatuts als tribunals txecs. Atès que les propietats confiscades normalment reben nous habitants, qualcun dels quals hi pot haver viscut durant més de 50 anys, els intents de tornar a un estat de coses anterior a la guerra podria causar por. Com a Polònia, les preocupacions i les consegüents restriccions que afecten les compres de terra també existeixen a la República Txeca. Segons una enquesta de l'Institut Allensbach el novembre del 2005 el 38% dels txecs pensaven que els alemanys volien recuperar el territori perdut o exigir compensacions.

### Minoria alemanya a Hongria
Avui en dia, la minoria alemanya d'Hongria té drets de minoria, organitzacions, escoles i consells locals, però l'assimilació està en progrés. Molts dels deportats visitaren les seves antigues cases després de la caiguda del comunisme el 1990. El 2001, 62.105 persones es declararen alemanyes i 88.209 persones tenir afinitat la cultura i tradició alemanyes.

### Minoria alemanya a Romania
Molts d'alemanys de romania emigraren a Alemanya, sobretot després del 1989, i estan representats pel Landsmannschaft der Siebenbürger Sachsen in Deutschland. A causa d'aquesta emigració de Romania la població d'alemanys a Romania es veu cada vegada més reduïda (359.109 el 1977 i només 60.088 el 2002).
Els alemanys (saxons de Transsilvània, Sueus de Banat, Sueus de Satu Mare, alemanys de Bukovina, Landler de Transsilvània, alemanys de Zips i alemanys del Vell Regne de Romania) que han quedat a Romania estan representats pel Fòrum Democràtic dels Alemanys de Romania.